# David Strathairn
David Russell Strathairn (São Francisco, Califórnia, 26 de janeiro de 1949) é um ator norte-americano.

## Filmografia
| - 2018 - Fast Color - 2012 - Lincoln - 2012 - Hemingway & Gellhorn (TV) - 2012 - The Bourne Legacy - 2011 - Alphas (TV) - 2010 - House MD Ralph McIntosh - 2010 - The Whistleblower - 2010 - A Tempestade - 2010 - Howl - 2010 - Temple Grandin - 2009 - Odysseus in America - 2009 - The People Speak - 2009 - Cold Souls - 2009 - The Uninvited - 2008 - The Spiderwick Chronicles - 2007 - The Bourne Ultimatum - 2007 - Fracture - 2006 - The Sensation of Sight - 2006 - Matters of life and death - 2006 - Steel toes - 2005 - The Notorious Betty Page - 2005 - Missing in America - 2005 - Heavens fall - 2005 - Good Night, and Good Luck - 2004 - Paradise (TV) - 2004 - Twisted - 2004 - The Sopranos (TV) - 2003 - The Root - 2002 - Speakeasy - 2002 - Master Spy: The Robert Hanssen story (TV) - 2002 - Lathe of heaven (TV) - 2002 - Blue car - 2001 - The Victim (curta-metragem) - 2001 - Ball in the house - 2000 - A good baby - 2000 - The Miracle worker (TV) - 2000 - Harrison's flowers - 2000 - Freedom song (TV) - 1999 - A map of the world - 1999 - Limbo - 1999 - A Midsummer Night's Dream - 1998 - Meschugge - 1998 - Simon Birch - 1998 - With friends like these... - 1998 - Evidence of blood (TV) - 1998 - The Climb | - 1997 - Song of Hiawatha - 1997 - Bad Manners - 1997 - L.A. Confidential - 1997 - In the gloaming (TV) - 1996 - Mother night - 1996 - Beyond the call (TV) - 1995 - Home for the holidays - 1995 - Dolores Clairborne - 1995 - Losing Isaiah - 1994 - The River wild - 1993 - April One - 1993 - A dangerous woman - 1993 - The American clock (TV) - 1993 - The Firm - 1993 - Lost in Yonkers - 1992 - Passion fish - 1992 - Sneakers - 1992 - Bob Roberts - 1992 - A league of their own - 1992 - Big girls don't cry... they get even - 1992 - O pioneers! (TV) - 1991 - Lethal innocence (TV) - 1991 - City of hope - 1991 - Without warning: The James Brady story (TV) - 1991 - Son of the morning star (TV) - 1990 - Judgment (TV) - 1990 - Memphis Belle - 1990 - Heat wave (TV) - 1989 - The Feud - 1989 - Day one (TV) - 1988 - Call me - 1988 - Dominick and Eugene - 1988 - Eight men out - 1988 - Stars and Bars - 1987 - Matewan - 1987 - Broken vows (TV) - 1986 - At close range - 1985 - When nature calls - 1984 - The Brother from another planet - 1984 - Iceman - 1983 - Silkwood - 1983 - Enormous changes at the last minute - 1983 - Lovesick - 1980 - Return of the Secaucus 7 |